# Ballotin

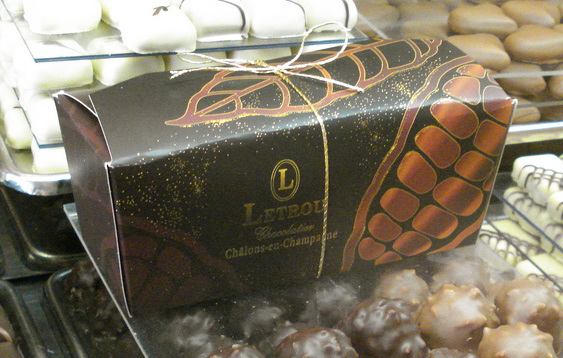
Een ballotin

Een ballotin is een verpakking waarin men pralines verkoopt. De Nederlandse benaming is pralinedoos. 
De ballotin is uitgevonden in 1915 door Louise Agostini, de vrouw van Jean Neuhaus die de chocoladebonbon van een vulling voorzag en zo de originele praline verkreeg. Deze geschenkdoos moest de puntzak vervangen waarin de pralines vaak beschadigd werden.
Sindsdien is men gaan experimenteren met de ballotin. Het doosje heeft als het ware een gedaanteverandering ondergaan en is nu, de dag van vandaag, te vinden in verschillende kleuren en formaten.